# Rafael Haller
Rafael Germán Haller Piloni (Montevideo, 17 de agosto de 2000) es un futbolista uruguayo. Juega de lateral o interior derecho y su equipo actual es el Club Atlético Boston River de la Primera División de Uruguay, cedido por el Club Nacional de Football.

## Trayectoria
Desde los 13 años se incorporó al Danubio Fútbol Club para culminar su formación infantil. En la temporada 2013-14 comenzó a jugar en las divisiones juveniles, desde la sub-14, fue escalando en las diferentes categorías año a año.
Debutó como profesional el 2 de junio de 2021, el entrenador Leonardo Ramos lo colocó de titular durante la fecha 1 del Campeonato Uruguayo de Segunda División 2021, se enfrentaron a Central Español y empataron sin goles. Su primer juego lo disputó con 20 años y el dorsal número 17.
Fue titular en los 22 partidos de la temporada, en la última fecha lograron el ascenso directo a Primera División.
En la temporada 2023 mostró un gran nivel, en el Torneo Apertura y las primeras fechas del Intermedio tuvo mucha incidencia en la ofensiva, ya que colaboró con 6 pases de gol, pero se lesionó y estuvo casi todo el segundo semestre sin rodaje.
Fue pedido expresamente por Álvaro Recoba, entrenador del Club Nacional de Football para la temporada 2024. Fue oficializado por los tricolores el 3 de enero de 2024. Dejó Danubio con 76 partidos jugados, 3 goles y 9 asistencias.
Fue cedido a Atlético Goianiense en 2024. A comienzos del siguiente año lo cedieron a Cerro y a mediados de 2025 a Boston River.

## Estadísticas
Actualizado al último partido citado el 20 de mayo de 2025.
| Club                            | Div.          | Temporada     | Liga  | Liga  | Liga   | Copas nacionales | Copas nacionales | Copas nacionales | Copas internacionales | Copas internacionales | Copas internacionales | Total | Total | Total  |
| Club                            | Div.          | Temporada     | Part. | Goles | Asist. | Part.            | Goles            | Asist.           | Part.                 | Goles                 | Asist.                | Part. | Goles | Asist. |
| ------------------------------- | ------------- | ------------- | ----- | ----- | ------ | ---------------- | ---------------- | ---------------- | --------------------- | --------------------- | --------------------- | ----- | ----- | ------ |
| Danubio F. C. · Uruguay         | 2.ª           | 2021          | 22    | 1     | 1      | —                | —                | —                | —                     | —                     | —                     | 22    | 1     | 1      |
| Danubio F. C. · Uruguay         | 1.ª           | 2022          | 24    | 1     | 1      | 1                | 0                | 0                | —                     | —                     | —                     | 25    | 1     | 1      |
| Danubio F. C. · Uruguay         | 1.ª           | 2023          | 22    | 0     | 6      | -                | -                | -                | 7                     | 1                     | 1                     | 29    | 1     | 7      |
| Danubio F. C. · Uruguay         | Total club    | Total club    | 68    | 2     | 8      | 1                | 0                | 0                | 7                     | 1                     | 1                     | 76    | 3     | 9      |
| C. Nacional de F. · Uruguay     | 1.ª           | 2024          | 4     | 0     | 0      | -                | -                | -                | 0                     | 0                     | 0                     | 4     | 0     | 0      |
| C. Nacional de F. · Uruguay     | Total club    | Total club    | 0     | 0     | 0      | 0                | 0                | 0                | 0                     | 0                     | 0                     | 0     | 0     | 0      |
| Atlético C. Goianiense · Brasil | 1.ª           | 2024          | 2     | 0     | 0      | -                | -                | -                | —                     | —                     | —                     | 2     | 0     | 0      |
| Atlético C. Goianiense · Brasil | Total club    | Total club    | 2     | 0     | 0      | 0                | 0                | 0                | 0                     | 0                     | 0                     | 2     | 0     | 0      |
| C. A. Cerro · Uruguay           | 1.ª           | 2025          | 16    | 0     | 0      | -                | -                | -                | —                     | —                     | —                     | 16    | 0     | 0      |
| C. A. Cerro · Uruguay           | Total club    | Total club    | 16    | 0     | 0      | 0                | 0                | 0                | 0                     | 0                     | 0                     | 16    | 0     | 0      |
| C. A. Boston River · Uruguay    | 1.ª           | 2025          | 0     | 0     | 0      | -                | -                | -                | -                     | -                     | -                     | 0     | 0     | 0      |
| C. A. Boston River · Uruguay    | Total club    | Total club    | 16    | 0     | 0      | 0                | 0                | 0                | 0                     | 0                     | 0                     | 16    | 0     | 0      |
| Total carrera                   | Total carrera | Total carrera | 90    | 2     | 8      | 1                | 0                | 0                | 7                     | 1                     | 1                     | 98    | 3     | 9      |
| 1. 2.                           |               |               |       |       |        |                  |                  |                  |                       |                       |                       |       |       |        |

## Palmarés

### Títulos nacionales
| Título            | Club              | País    | Año  |
| ----------------- | ----------------- | ------- | ---- |
| Torneo Intermedio | C. Nacional de F. | Uruguay | 2024 |